# Thank You, I'm Sorry
Thank You, I'm Sorry — американський емо гурт із Чикаго, штат Іллінойс, заснований у 2018 році.

## Історія
Гурт Thank You, I'm Sorry був заснований у 2018 році. Гурт починався як сольний проєкт вокалістки Колін Доу.
На початку 2020 року гурт підписав контракт із мічиганським лейблом Count Your Lucky Stars Records.
Як сольний проєкт Колін Доу записала та випустила акустичний альбом The Malta House у лютому 2020 року. Назва альбому є відсиланням на селище Мальта в окрузі Декалб, штат Іллінойс. Після випуску акустичного альбому The Malta House, проєкт розширився до чотирьох учасників: Колін Доу, Бетунні Шрайнер, Ейб Андерсон, Сейдж Лівергуд.
21 серпня 2020 року гурт Thank You, I'm Sorry випустив свій дебютний альбом, I'm Glad We're Friends, через лейбл Count Your Lucky Stars. В пісні «Menthol Flavored Oatmeal» описується двадцятирічна молода людина, яка працює десятигодинний робочий день із мінімальною заробітною платою, якої ледь вистачає на плату за навчання в коледжі. Колін Доу коротко підсумовує: «Будь-що краще, ніж коли тобі 20. Я почуваюся такою самотньою, усе таке страшне». Альбом отримав позитивні відгуки.
На початку 2022 року гурт випустив нову пісню «Parliaments».
Їхній другий альбом «Growing in Strange Places» був випущений 29 вересня 2023 року, і це був їхній останній реліз на лейблі Count Your Lucky Stars.
31 січня 2024 року гурт Thank You, I'm Sorry анонсував мініальбом під назвою Repeating Threes, який гурт планує випустити самостійно 8 березня.

## Склад гурту
- Колін Доу (Colleen Dow) — вокал,
- Бетунні Шрайнер (Bethunni Schreiner) — бас,
- Ейб Андерсон (Abe Anderson) — гітара,
- Сейдж Лівергуд (Sage Livergood) — барабани.

## Дискографія

### Студійні альбоми
| Назва                     | Інформація про альбом                                                                               |
| ------------------------- | --------------------------------------------------------------------------------------------------- |
| I'm Glad We're Friends    | - Реліз: 21 серпня, 2020 - Лейбл: Count Your Lucky Stars - Формат: LP, digital download, streaming  |
| Growing in Strange Places | - Реліз: 29 вересня, 2023 - Лейбл: Count Your Lucky Stars - Формат: LP, digital download, streaming |

### Акустичні альбоми
| Назва           | Інформація про альбом                                                                                   |
| --------------- | --- |
| The Malta House | - Реліз: 7 лютого, 2020 - Лейбл: Count Your Lucky Stars - Формат: Cassette, digital download, streaming |

### Мініальбоми
| Назва            | Інформація про мініальбом                                                  |
| ---------------- | -------------------------------------------------------------------------- |
| Repeating Threes | - Реліз: 8 березня, 2024 - Лейбл: Self-released - Формат: Digital download |

### Демо мініальбом
| Назва                 | Інформація про мініальбом                                                                   |
| --------------------- | ------------------------------------------------------------------------------------------- |
| The Malta House Demos | - Реліз: 25 березня, 2019 (Bandcamp only) - Лейбл: Self-released - Формат: Digital download |

### Мініальбом збірка
| Назва | Інформація про мініальбом                                                                   |
| --- | ------------------------------------------------------------------------------------------- |
| Quarantine Comp (with Abe Anderson, The Acid Flashback at Nightmare Beach, Jimmy Montague, Marco Aziel, and Ness Lake) | - Реліз: 27 березня, 2020 (Bandcamp only) - Лейбл: Self-released - Формат: Digital download |

### Сингли
| Назва | Рік  | Альбом                    |
| --- | ---- | ------------------------- |
| "How Many Slugs Can We Throw Against the Wall Until We Question Our Own Mortality" / "Manic Pixie Dream Hurl" | 2020 | The Malta House           |
| "Cell Phone"                                                                                                  | 2020 | Quarantine Comp           |
| "Manic Pixie Dream Hurl"                                                                                      | 2020 | I'm Glad We're Friends    |
| "Backpack Life"                                                                                               | 2020 | I'm Glad We're Friends    |
| "Follow Unfollow"                                                                                             | 2020 | I'm Glad We're Friends    |
| "Parliaments"                                                                                                 | 2022 | Non-album singles         |
| "Christmas Lights"                                                                                            | 2022 | Non-album singles         |
| "Chronically Online"                                                                                          | 2023 | Growing in Strange Places |
| "This House"                                                                                                  | 2023 | Growing in Strange Places |
| "Autonomy Shop"                                                                                               | 2023 | Growing in Strange Places |
| "Mirror" | 2023 | Growing in Strange Places |
| "When I Come East"                                                                                            | 2024 | Repeating Threes          |